# Boy Hayje
Johan Gerard Haijje, mer känd som Boy Hayje, född 3 maj 1949 i Amsterdam, är en nederländsk racerförare.

## Racingkarriär
Hayje började tävla i racing i täckta vagnar och vann det nederländska Formel Ford-mästerskapet. Han körde sedan i formel 5000 och formel 3. Hayje debuterade i formel 1 i en privatfinansierad Penske PC3 i hemmaloppet på Zandvoort 1976. Säsongen efter deltog han i några lopp för RAM. Framgångarna uteblev varfter han lämnade F1.
Hayje fortsatte dock med racing i det europeiska Renault 5 Turbo-mästerskapet.

## F1-karriär
| Säsong | Stall/Tillverkare            | Poäng | Placering |
| ------ | ---------------------------- | ----- | --------- |
| 1976   | F&S Properties (Penske-Ford) | 0     | –         |
| 1977   | RAM (March-Ford)             | 0     | –         |